# 宁远镇 (宁南县)
宁远镇是中华人民共和国四川省凉山彝族自治州宁南县下辖的一个乡镇级行政单位。2019年12月，撤销披砂镇和景星镇，设立宁远镇，以原披砂镇和原景星镇所属行政区域为宁远镇的行政区域。

## 行政区划
宁远镇下辖以下地区：
天鹤村、梓油村、黑泥沟村和塘鞍村。